# Lovászhetény
Lovászhetény é um município da Hungria, situado no condado de Baranya. Tem 8,95 km² de área e sua população em 2019 foi estimada em 301 habitantes.